# Saint-Clair-de-la-Tour
Saint-Clair-de-la-Tour è un comune francese di 3 393 abitanti situato nel dipartimento dell'Isère della regione dell'Alvernia-Rodano-Alpi.

## Società

### Evoluzione demografica
Abitanti censiti